# Rużinci (gmina)
Rużinci (bułg. Община Ружинци)  − gmina w północno-zachodniej Bułgarii, w obwodzie Widyń.

## Miejscowości
Miejscowości wchodzące w skład gminy Rużinci:
- Beło pole (bułg.: Бело поле),
- Czerno pole (bułg.: Черно поле),
- Dinkowo (bułg.: Динково),
- Drażinci (bułg.: Дражинци),
- Drenowec (bułg.: Дреновец),
- Gjurgicz (bułg.: Гюргич),
- Plesziwec (bułg.: Плешивец),
- Roglec (bułg.: Роглец),
- Rużinci (bułg.: Ружинци) – siedziba gminy,
- Topołowec (bułg.: Тополовец).